# Oberonia seidenfadeniana
Oberonia seidenfadeniana är en orkidéart som beskrevs av J. Joseph och E. Vajravelu. Oberonia seidenfadeniana ingår i släktet Oberonia och familjen orkidéer. Inga underarter finns listade i Catalogue of Life.